# ثوم إيراني جنوبي
ثوم إيراني جنوبي (الاسم العلمي: Allium austroiranicum) هو نوع من النباتات يتبع جنس الثوم من الفصيلة النرجسية.
سمي هذا النوع نسبةً إلى مناطق جنوب إيران.